# Ярково (Куйбишевський район)
Ярково (рос. Ярково) — присілок у Куйбишевському районі Новосибірської області Російської Федерації.
Входить до складу муніципального утворення Верх-Ічинська сільрада. Населення становить 53 особи (2010).

## Історія
Згідно із законом від 2 червня 2004 року органом місцевого самоврядування є Верх-Ічинська сільрада.

## Населення
| 2002 | 2007 | 2010 |
| ---- | ---- | ---- |
| 96   | ↗97  | ↘53  |